# Британская экспедиция на Джомолунгму (1924)
Брита́нская экспеди́ция на Джомолу́нгму 1924 го́да (англ. 1924 British Mount Everest expedition) — третья британская альпинистская экспедиция на Джомолунгму и вторая (после экспедиции 1922 года) — с целью первовосхождения на вершину этой горы.
Экспедиция совершила три попытки восхождения. При первых двух вершина не была достигнута, но Эдвард Нортон установил новый мировой рекорд высоты восхождения: 8570 метров над уровнем моря.
Третью попытку покорения высочайшей вершины предприняли альпинисты Джордж Мэллори и Эндрю Ирвин, которые тогда пропали без вести. Тело Мэллори было найдено только в 1999 году, а часть тела Ирвина обнаружена в 2024. Вопрос о том, какой максимальной высоты они достигли, удалось ли кому-нибудь из них взойти на вершину, или они оба погибли, не дойдя до неё — остаётся спорным.

## Предыстория и мотивация
В начале XX века британские исследователи пытались первыми достичь и Северного (экспедиция 1875—1876 гг.), и Южного (экспедиция 1910—1913 гг.) полюсов, но потерпели неудачу. Желание восстановить национальный престиж вело их на «третий полюс» — высочайшую гору на Земле.
Но даже подойти к этой горе тогда было проблематично. Стандартный сегодня южный маршрут восхождения был тогда закрыт властями Непала, не желавшими пускать в свои горы путешественников из западных стран. Северный маршрут находился под контролем властей Тибета, и они тоже ставили препятствия иностранцам. В то время Тибет был активно вовлечён в т. н. «Большую игру» — борьбу между Российской и Британской империями за доминирование в Центральной Азии. Потребовалось использовать влияние правительства Британской Индии на Далай-ламу XIII, возглавлявшего тогда тибетское государство, чтобы получить разрешение на проведение экспедиции.
Главный недостаток северного маршрута восхождения — сильно ограниченное время между концом зимы и началом сезона муссонных дождей, в которое надо уложиться любой экспедиции. При этом много времени занимал путь до подножия Джомолунгмы. Чтобы добраться из города Дарджилинг в северной Индии через Сикким до Тибета, приходилось идти через высотные и длинные заснеженные перевалы в окрестностях горы Канченджанга. Но это был только первый этап. После него предстояло долгое путешествие по долине реки Арун до ледника Ронгбук, расположенного на Северной стене Джомолунгмы. Доставлять грузы можно было на лошадях, ослах, яках, а также с помощью носильщиков, нанятых из местных жителей.
В результате экспедиция могла прибыть на Джомолунгму только в конце апреля, и у неё оставалось 6-8 недель до муссонов, которые начинались в июне. И в эти недели нужно было пройти высотную акклиматизацию, установить лагеря и совершить само восхождение.

## Подготовка
Данной экспедиции предшествовали две другие британские экспедиции на Джомолунгму. Первая — разведывательная экспедиция 1921 года под руководством ведущего альпиниста Гарольда Реборна (англ. Harold Raeburn) описала потенциальный маршрут через весь Северо-Восточный гребень. После Джордж Мэллори предложил более длинный, но, на его взгляд, менее сложный маршрут восхождения: через Северное седло, затем по Северному гребню до Северо-Восточного гребня, и потом уже на вершину. Разведывательная экспедиция также открыла проход к основанию Северного седла через Восточный Ронгбук. Таким образом, был исследован и принят конкретный маршрут предстоящего восхождения. В следующей экспедиции 1922 года было предпринято несколько попыток по нему пройти. После той экспедиции недостаток времени и финансирования не позволил провести экспедицию на Джомолунгму в 1923 году. «Комитет Джомолунгмы» тогда потерял 700 фунтов стерлингов из-за банкротства «Шимла-банка» (англ. Simla Bank). Потому третью экспедицию отложили на 1924 год.
Как и две предыдущие британские экспедиции на Джомолунгму, экспедиция 1924 года была спланирована, организована и профинансирована «Королевским географическим обществом» и «Альпийским клубом». Но основной вклад внёс капитан Джон Ноэль (англ. John Noel), который взамен приобрёл все авторские права на фотографии экспедиции.
Важным отличием от предшествующих экспедиций стало изменение роли шерпов-носильщиков. Экспедиция 1922 года выяснила, что некоторые из них могут довольно быстро овладеть навыками альпинистов и достичь большой высоты над уровнем моря. В изменённой стратегии восхождения шерпы уже не рассматривались как низкоквалифицированные подсобные работники; предполагалось их участие на равных с европейскими альпинистами. Отношения по типу «господин — носильщик» были заменены на «профессионал — клиент», причём местный шерп мог быть действительно опытным профессиональным альпинистом, а более слабый в альпинизме приезжий участник был его «клиентом». Это привело к успеху много позже, в 1953 году, когда партнёры по восхождению, шедшие в одной связке — новозеландец Эдмунд Хиллари и шерп Тенцинг Норгей — совершили первое подтверждённое восхождение на вершину Джомолунгмы.
Как и в 1922 году, в этой экспедиции использовались кислородные приборы. За два прошедших года были внесены технические усовершенствования в кислородное оборудование, но его надёжность оставалась недостаточной, и по-прежнему не было согласия в том, стоит ли его вообще использовать. Начавшаяся тогда дискуссия о кислородных приборах продолжается и по сей день. Но теперь основные аргументы противников искусственного кислорода — не технические проблемы с кислородным оборудованием, а соображения «спортивной честности» в альпинизме: если рассматривать восхождения на Джомолунгму и другие восьмитысячники как спортивное состязание, то каждый участник должен полагаться только на силы и возможности собственного организма, а не прибегать к смягчающим воздействие высоты техническим средствам.

## Участники экспедиции
Руководил экспедицией генерал Чарльз Гранвиль Брюс, который возглавлял и экспедицию 1922 года. Он отвечал за обеспечение оборудованием, снаряжением и провиантом, наём носильщиков и выбор горного маршрута.
Подбор участников альпинистской группы стал непростой задачей. Из-за последствий Первой мировой войны не хватало целого поколения сильных молодых мужчин. Участники предыдущих экспедиций — Джордж Мэллори, Говард Сомервелл (англ. Howard Somervell), Эдвард Нортон и Джеффри Брюс (Geoffrey Bruce) — отправились на Джомолунгму снова. Джордж Финч (англ. George Finch), поставивший рекорд высоты в 1922 году, снова был приглашён, но не смог участвовать в этой экспедиции, потому что он был разведён и зарабатывал деньги лекциями. Кроме того, против его кандидатуры возражал влиятельный Артур Хинкс (англ. Arthur Hinks), секретарь «Комитета Джомолунгмы», который считал, что ради поддержания морального духа нации, нельзя позволить австралийцу, а не британцу, стать первовосходителем на Джомолунгму. Поначалу Мэллори отказался идти снова на Джомолунгму без Финча, и согласился только по личной просьбе британской королевской семьи, которую, в свою очередь, Хинк попросил посодействовать.
Среди новых участников экспедиции можно отметить Ноэля Оделла (англ. Noel Odell), Бентли Бентама (англ. Bentley Beetham) и Джона де Вира Хазарда (John de Vere Hazard). Эндрю «Сэнди» Ирвин, студент-инженер, которого Оделл знал по экспедиции на Шпицберген, в экспедиции получил кличку «Эксперимент» — это было испытание «молодой крови» на склонах Джомолунгмы. Благодаря своей технической квалификации, Ирвин сумел усовершенствовать кислородные приборы: увеличить их вместимость и притом снизить вес. Он же проводил многочисленные ремонты кислородного и другого оборудования экспедиции.
Участники экспедиции выбирались не только по альпинистским качествам; статус их семей, их армейский опыт или университетские степени также играли роль в процедуре отбора. Служба в армии была важна для публичного имиджа и газет. Так, получивший квакерское воспитание Ричард Б. Грэм (Richard B. Graham), 1893 года рождения, учившийся в «Bootham School» в Йорке (1906-1910 гг.) — первоначально тоже был выбран, но потом сам отказался, услышав, что некоторые участники экспедиции не желают идти в горы вместе с человеком, который отказался брать в руки оружие во время войны.

### Список участников экспедиции (кроме носильщиков)
| Имя                           | Имя (англ.)                      | Роль в экспедиции                                                     | Профессия                      |
| ----------------------------- | -------------------------------- | --------------------------------------------------------------------- | ------------------------------ |
| Чарльз Гранвиль Брюс          | Charles Granville Bruce          | руководитель экспедиции                                               | офицер, звание: бригадир       |
| Эдвард Феликс Нортон          | Edward Felix Norton              | зам. руководителя, альпинист                                          | офицер, звание: подполковник   |
| Джордж Герберт Ли Мэллори     | George Herbert Leigh Mallory     | ведущий альпинист                                                     | учитель                        |
| Бентли Битам                  | Bentley Beetham                  | альпинист                                                             | учитель                        |
| Джон Джеффри Брюс             | John Geoffrey Bruce              | альпинист                                                             | офицер, звание: капитан        |
| Джон де Варс Хазард           | John de Vars Hazard              | альпинист                                                             | инженер                        |
| Ричард Уильям Джордж Хингстон | Richard William George Hingstone | врач экспедиции                                                       | военный врач, звание: майор    |
| Эндрю Сэнди Комин Ирвин       | Andrew Comyn «Sandy» Irvine      | альпинист, техник экспедиции                                          | студент инженерного факультета |
| Джон Баптист Люциус Ноэль     | John Baptist Lucius Noel         | фотограф и кинооператор                                               | офицер (капитан)               |
| Ноэль Эварт Оделл             | Noel Ewart Odell                 | альпинист                                                             | геолог                         |
| Эдвард Освальд Шеббир         | Edward Oswald Shebbeare          | ответственный за транспорт (англ. transportation officer), переводчик | лесничий                       |
| Теодор Ховард Сомервелл       | Theodore Howard Somervell        | альпинист                                                             | врач-хирург                    |

## План маршрута
Так как Королевство Непал было закрыто для иностранцев, до Второй мировой войны все британские экспедиции могли подойти к Джомолунгме только с севера. В 1921 году Мэллори увидел возможный маршрут от Северного седла до вершины. До Северного седла предполагалось добираться по долине Восточного Ронгбука. Затем путь к вершине пролегал по ветреным гребням Джомолунгмы (Северный гребень, Северо-Восточный гребень). Но путь по Северо-Восточному гребню на высоте 8605 м н.у.м. преграждает крутой, местами почти отвесный, склон Второй ступени высотой 30 метров. В 1924 году он ещё не был изучен, и было неизвестно, насколько трудно будет его преодолеть.

## Выход на маршрут
В конце февраля 1924 года Чарльз и Джеффри Брюсы, Нортон и Шеббаре прибыли в город Дарджилинг, где они подбирали носильщиков из местных тибетских шерпов. Они снова наняли рождённого в Тибете Карма Паула (Karma Paul) в качестве переводчика и Гялзена (Gyalzen) в качестве сардара (руководителя носильщиков), а также закупили еду и материалы. К концу марта вся экспедиция была в сборе и отправилась в путь к Джомолунгме. Она шла тем же маршрутом, что и экспедиции 1921 и 1922 годов.
Чтобы не перегружать придорожные гостиницы, участники экспедиции разбились на две группы. В начале апреля они прибыли в Чомо, 5 апреля были в Пагри-Дзонге. После договорённости с тибетскими властями, основная партия экспедиции проследовала по уже известному маршруту до Гамба-дзонга. В это же время Чарльз Брюс с меньшей группой выбрали более лёгкий маршрут. Тогда же Брюс заболел малярией и был вынужден передать командование экспедицией своему заместителю Нортону. 23 апреля экспедиция достигла Шекар-Дзонга (англ. Shekar Dzong), 28-го — прибыла в монастырь Ронгбук, расположенный в нескольких километров от места запланированного базового лагеря. Лама монастыря тоже болел в это время, и не мог ни говорить с членами экспедиции и носильщиками, ни провести церемонию «пуджа». На следующий день экспедиция уже была на месте базового лагеря в долине Ронгбук у края ледника. По пути к Джомолунгме была хорошая погода, но теперь она стала холодной и снежной.

## Установка лагерей
Места расположения горных лагерей были выбраны ещё до начала экспедиции. Лагерь I (5400 м н.у.м.) был сделан как переходный лагерь на входе из долины ледника Восточный Ронгбук в главную долину. Лагерь II (около 6000 м) был другим переходным лагерем, расположенным на полпути до Лагеря III — продвинутого базового лагеря на высоте 6400 м, в километре от обледенелых склонов Северного седла.
Около 150 носильщиков доставляли припасы из базового лагеря в продвинутый базовый лагерь, получая за эту работу примерно по шиллингу в день. Работа по переноске была закончена в первую неделю мая.
Дальнейшее восхождение задерживалось из-за начавшейся снежной бури.
15 мая участники экспедиции получили благословения ламы монастыря Ронгбук. Погода начала улучшаться, и 19 мая Нортон, Мэллори, Сомервелл и Оделл прибыли в Лагерь III. Через день они начали закреплять верёвки на ледяных склонах Северного седла, а 21 мая разбили Лагерь IV на высоте 7000 м.
Но погодные условия снова ухудшились. Джон де Вир Хазард остался в Лагере IV на Северном седле с двенадцатью носильщиками и небольшими запасами еды. В конце концов, Хазард смог спуститься оттуда, но только восемь носильщиков пришли вместе с ним. Остальные четверо носильщиков заболели и не смогли идти обратно; Нортону, Мэллори и Сомервеллу пришлось их спасать.
Вся экспедиция вернулась в Лагерь I. Там 15 носильщиков, проявивших наибольшую силу и умение, были отобраны в особую группу и названы «тиграми».

## Попытки восхождения на вершину
Предварительно было спланировано, что первую попытку достигнуть вершины Джомолунгмы предпримут Мэллори и Брюс; после них шанс предоставится Сомервеллу и Нортону. Оделл и Ирвин будут в Лагере IV на Северном седле оказывать поддержку группам восхождения, а Хазард будет с той же целью находиться в Лагере III. На третий день в обеспечение пойдут также люди из резервной команды.
Первая и вторая попытки восхождения осуществлялись без использования кислородных приборов.

### Первая попытка: Мэллори и Брюс
1 июня 1924 года Мэллори, Брюс и девять носильщиков-«тигров» начали подъём от Северного седла. Лагерь IV, из которого они вышли, был расположен в относительно защищённом месте, примерно на 50 метров ниже кромки Северного седла, в ветровой тени. Но как только они покинули это убежище и поднялись на седло — им в лицо тут же ударил сильный ледяной ветер. До того, как эта партия смогла установить Лагерь V на отметке 7700 метров, четверо носильщиков бросили груз и повернули обратно. Пока Мэллори устанавливал основания для палаток, Брюс и один «тигр» таскали в лагерь брошенные теми носильщиками вещи.
На следующий день ещё три «тигра» отказались подниматься выше, и попытка восхождения была прервана. В результате Лагерь VI, который планировалось разместить на высоте 8170 м н.у.м., не был установлен. Спускаясь обратно в Лагерь IV, первая группа восхождения встретила Нортона и Сомервелла, которые поднимались навстречу им. Они только что начали вторую попытку восхождения.

### Вторая попытка: Нортон и Сомервелл
Вторую попытку восхождения на вершину предприняли 2 июня Нортон, Сомервелл и шесть носильщиков. Они были поражены, увидев Мэллори и Брюса, возвращавшихся в лагерь так рано, и задумывались о своих носильщиках: не сбегут ли и они тоже, не откажутся ли продолжать восхождение после Лагеря V. Эти опасения частично оправдались, когда два носильщика были отправлены «домой» в Лагерь IV. Но остальные четверо носильщиков и двое англичан переночевали в Лагере V. И на следующий день трое из тех носильщиков доставили необходимые материалы для установки Лагеря VI на запланированном месте — в небольшой нише на высоте 8170 м над уровнем моря. После и этих носильщиков отправили обратно в Лагерь IV
4 июня в 6:40 утра (позже, чем планировалось) Нортон и Сомервелл смогли двинуться дальше. Питьевая вода вылилась из бутылки, и пришлось растапливать снег, чтобы снова наполнить её. Но литра воды на человека было слишком мало для такого восхождения. Сказывался и недостаток опыта восхождений. Но погода стояла идеальная.
Поднявшись по Северному гребню ещё на 200 метров, они решили пройти Северную стену по диагонали. Но без кислородных приборов на такой высоте Нортон и Сомервелл выбивались из сил и вынуждены были часто останавливаться и отдыхать. Около 12 часов дня Сомервелл уже не мог продолжать подъём. Нортон продолжил путь в одиночку и прошёл по глубокому ущелью до восточного подножия вершины-пирамиды. Это ущелье позже было названо его именем — Кулуар Нортона (англ. Norton Couloir); другое название — Большой Кулуар (англ. Great Couloir).
Остановившийся в пути Сомервелл сделал тогда один из самых знаменитых фотоснимков в истории альпинизма. На фотографии — Нортон, пытающийся преодолеть крутой обледенелый склон, на котором лишь кое-где виднеются островки свежевыпавшего снега. Это было уже на высоте 8570 метров над уровнем моря — максимальная высота, взятая Нортоном за всю его жизнь. И это же тогда стало мировым рекордом высоты восхождения, который потом оставался непревзойдённым ещё 28 лет — до тех пор, пока в швейцарской экспедиции 1952 года Ламберт Раймон (фр. Lambert Raymond) и Тенцинг Норгей не достигли высоты 8611 метров на южной стороне Джомолунгмы.
До вершины оставалось менее 280 метров по вертикали, когда Нортон решил возвращаться из-за возрастающей трудности прохождения местности, недостатка времени и сомнений в своих оставшихся силах. В два часа дня он вернулся к Сомервеллу, и они стали вместе спускаться. У Сомервелла сильно перехватывало горло, и он уже не мог идти, сел и стал ждать смерти. В отчаянной последней попытке он сдавил свою грудь руками — и ему удалось выплюнуть жидкость, не позволявшую дышать. После чего Сомервелл смог встать и пошёл вслед за Нортоном, который уже был в 30 минутах ходьбы впереди него и не знал о том, что случилось с товарищем.
Когда Нортон и Сомервелл спустились ниже Лагеря V, уже стемнело, но они не прервали спуск и сумели дойти до Лагеря IV. Там их встретил Мэллори и предложил им кислородные баллоны. Но Нортону и Сомервеллу больше всего хотелось сначала испить воды.
На протяжении ночи Мэллори обсуждал с Нортоном (исполняющим обязанности руководителя экспедиции) их дальнейшие планы. Мэллори предложил себя и Ирвина для осуществления последней попытки покорения вершины, а также предложил использовать кислород.

### Третья попытка: Мэллори и Ирвин
В то время, когда Сомервелл и Нортон шли к вершине, Мэллори и Брюс успели спуститься в Лагерь III (продвинутый базовый лагерь) и вернуться на Северное седло (в Лагерь IV), принеся с собой кислородные баллоны. Мэллори сам выбрал Ирвина своим партнёром для восхождения. Так как Нортон был исполняющим обязанности руководителя экспедиции из-за болезни Брюса, а Мэллори был ведущим альпинистом, Нортон решил принять план Мэллори, несмотря на то, что Ирвин не имел опыта восхождений на такие большие высоты. Ирвин не был выбран заранее по его альпинистским способностям; бо́льшую роль сыграл его практический технический опыт обращения с кислородными приборами. Кроме того, Мэллори и Ирвин стали настоящими друзьями, проведя много времени вместе на корабле, привезшем их в Индию. Мэллори считал, что хорошо сложенный 22-летний Ирвин «силён как бык».
5 июня они ещё были в Лагере IV. В 8:40 следующего дня Мэллори, Ирвин и пять носильщиков дошли до Лагеря V, а 7 июня — до Лагеря VI. Оделл и ещё один носильщик также прибыли в Лагерь V для поддержки группы восхождения; вскоре после их прибытия туда, четверо носильщиков из группы Мэллори спустились вниз. Мэллори их отпустил и передал с ними сообщение Оделлу об ожидаемом времени прибытия на гребень.

Уважаемый Ноэль!
Мы, вероятно, стартуем рано утром завтра (8-го), пока погода ясная. Стартовать не может быть слишком рано; нам ещё предстоит пройти нагромождение скал под пирамидой или дойти до линии горизонта в 8 вечера.
Всегда Ваш,
Дж. Мэллори
Оригинальный текст (англ.)Dear Noel,

'We'll probably start early to-morrow (8th) in order to have clear weather. It won't be too early to start looking out for us either crossing the rockband under the pyramid or going up skyline at 8.0 p.m.
Yours ever
G Mallory

(Мэллори реально имел в виду 8 утра, а не вечера).
Утром 8 июня Оделл начал подниматься в гору, чтобы провести геологические исследования. Гора была покрыта туманами, и он не мог чётко видеть Северо-Восточный гребень, по которому Мэллори и Ирвин намеревались идти.
На высоте 7900 м Оделл нашёл небольшой выход горных пород на поверхность. В 12:50 туман внезапно рассеялся, и Оделл записал в своём дневнике, что он видел Мэллори и Ирвина немного ниже Северо-Восточного гребня, когда они достигли основания Второй ступени — и преодолели его примерно за 5 минут. В своём первом отчёте, напечатанном в «The Times» 5 июля 1924 года, он более подробно описал то, что видел. Оделл видел вершину, гребень и верхнюю пирамиду Джомолунгмы. Его взгляд зацепился за маленькую чёрную точку, перемещавшуюся на фоне белого снега ниже Второй ступени. Вторая чёрная точка двигалась в сторону первой. Первая точка достигла водораздела гребня (ушла за горизонт). Он не уверен, что и вторая точка сделала это.
По первоначальному мнению Оделла, двое альпинистов дошли до основания Второй ступени. Он был обеспокоен тем, что Мэллори и Ирвин, кажется, отстали от своего графика на пять часов. После того, как Оделл увидел эту картину, он поднялся до Лагеря VI, где нашёл палатку в хаотическом беспорядке. В 2 часа дня начался сильный снежный шквал. Оделл вышел из палатки и попытался подать сигнал двум восходителям, чтобы они скорее возвращались в эту палатку. Оделл считал, что Мэллори и Ирвин в то время уже должны были спускаться. Оделл свистел и кричал, пока не устал и не стал замерзать на холоде, и вернулся в палатку в Лагере VI, где и переждал шквал. Шквал закончился в 4 часа дня. Оделл снова вышел и стал осматривать Джомолунгму в поисках Мэллори и Ирвина — но уже не увидел никого…
В Лагере VI была только одна палатка, и в ней могли спать не более двух человек. Потому Оделл покинул этот высотный лагерь в 16:30, и в 18:45 пришёл в Лагерь IV. Там также ничего не знали о судьбе Мэллори и Ирвина, и не получили никаких сигналов от восходителей. На следующий день Оделл с двумя носильщиками снова пошёл наверх. Примерно в 15:30 они дошли до Лагеря V, где остались на ночь. А утром Оделл в одиночку пошёл в Лагерь VI (высота 8170), в котором он не увидел никаких изменений, никаких признаков того, что Мэллори и Ирвин снова побывали там. Оделл поднялся ещё немного выше, до высоты 8200 метров — но и оттуда не узрел никаких следов пропавших альпинистов. Спустившись в Лагерь VI, Оделл взял находящиеся там в палатке два спальных мешка — и положил их перпендикулярно друг другу, буквой «Т». Это был условный знак, сигнал для людей, находящихся в продвинутом базовом лагере, означавший: «Следов не нашёл, остаётся надежда, жду распоряжений». После чего Оделл опять спустился в Лагерь IV.
Утром 11 июня все участники экспедиции покинули Лагерь IV и стали спускаться с Северного седла. Экспедиция подходила к концу. Ещё через пять дней она снова была в монастыре Ронгбук, где попрощалась с ламой монастыря.

## После экспедиции
Участники экспедиции установили памятный тур в честь всех людей, погибших на Джомолунгме в 1920-х годах. Мэллори и Ирвин стали национальными героями. Колледж Магдалины Кембриджского университета, в котором учился Мэллори, назвал один из своих кортов его именем и установил там монумент. Оксфордский университет установил монумент в честь Ирвина, когда-то бывшего его студентом. На церемонии в Соборе Святого Павла присутствовал сам король Георг V и другие высшие сановники, а также родные и друзья альпинистов.
Следующая экспедиция на Джомолунгму состоялась только в 1933 году. Далай-лама больше не давал разрешений на экспедиции — из-за случаев гибели шерпов в 1922 году и британцев в 1924-м, а также из-за того, что британцы охотились на диких животных в верховьях Долины Ронгбук — а это противоречило буддистским законам.

## Было ли первовосхождение?
Ответ на вопрос о том, удалось ли Мэллори и Ирвину (или хотя бы одному из них) подняться на вершину Джомолунгмы, пока что остаётся неизвестным. Также не установлено точное время и место смерти каждого из них, и не ясно, какой максимальной высоты над уровнем моря они достигли на этой попытке восхождения, превзошли ли рекорд Эдварда Нортона.
В последующие годы предпринималось немало попыток найти вещественные свидетельства, проливающие свет на тайну гибели Мэллори и Ирвина. В 1933 году был найден ледоруб Ирвина и некоторые другие артефакты экспедиции 1924 года. В 1999 году на Джомолунгме было обнаружено тело Мэллори, а тело Ирвина не обнаружено до сих пор. Осуществлялись и опытные реконструкции: попытки прохождения маршрута Мэллори и Ирвина в такой же одежде и с таким же альпинистским снаряжением, которое у них имелось в 1920-х годах, одно успешное преодоление Второй ступени свободным скалолазанием (без помощи лестниц). Исследования продолжаются; планируется обследование верхних склонов Джомолунгмы с помощью высотных беспилотников и новые экспедиции с целью обнаружения тела Ирвина, фотоаппаратов Мэллори и Ирвина и других вещественных доказательств. Загадка 1924 года ещё может быть разрешена.
В октябре 2024 года был найден фрагмент ноги в ботинке, который принадлежит Ирвину. Личность альпиниста удалось установить благодаря носку с вышитым именем «Э.К. Ирвин».

## Список литературы
- Archer, Jeffrey. Paths of Glory. — St. Martin's Press, 2009. — ISBN 978-0-312-53951-1.
- Breashears, David; Salkeld, Audrey. Mallorys Geheimnis. Was geschah am Mount Everest?. — Steiger, 2000. — ISBN 3-89652-220-5.
- Hemmleb, Jochen; Johnson, Larry A.; Simonson, Eric R. Die Geister des Mount Everest: Die Suche nach Mallory und Irvine. — Frederking u. Thaler, 2001. — ISBN 3-89405-108-6.
- Hemmleb, Jochen; Simonson, Eric. Detectives on Everest. The Story of the 2001 Mallory & Irvine Research Expedition. — 1st. — Seattle: The Mountaineers Books, 2002. — ISBN 0-89886-871-8.
- Holzel, Tom; Salkeld, Audrey. In der Todeszone. Das Geheimnis um George Mallory und die Erstbesteigung des Mount Everest. — Goldmann Wilhelm GmbH, 1999. — ISBN 3-442-15076-0.
- Holzel, Tom; Salkeld, Audrey. First on Everest: The Mystery of Mallory & Irvine. — New York: Henry Holt & Co, 1996. — ISBN 0-8050-0303-7.
- Hoyland, Graham. Last Hours on Everest: The Gripping Story of Mallory and Irvine's Fatal Ascent. — London: Collins, 2013. — ISBN 978-0-00745575-1.
- Norton, Edward Felix. Bis zur Spitze des Mount Everest - Die Besteigung 1924 / Translated by Willi Rickmer Rickmers. — Berlin: Sport Verlag, 2000. — ISBN 3-328-00872-1.
- Ortner, Sherry B. Life and Death on Mt. Everest: Sherpas and Himalayan Mountaineering. — 2001. — Princeton University Press, 2001. — 392 p. — ISBN 9780691074481.
- Unsworth, Walt. Everest - The Mountaineering History. — 3rd. — Bâton Wicks, 2000. — 392 p. — ISBN 978-1-898573-40-1.